# Salvatore Nobili Vitelleschi

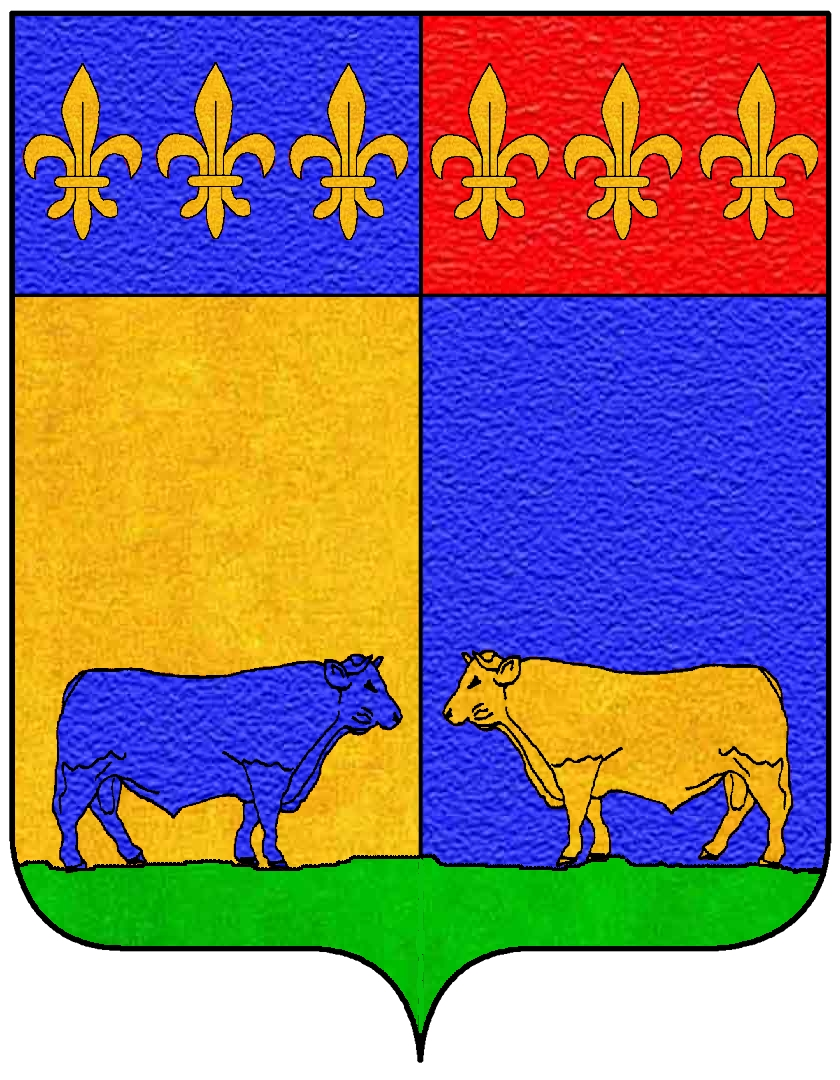
Wappen der Familie Vitelleschi

Salvatore Nobili Vitelleschi (* 28. Juli 1818 in Rom; † 17. Oktober 1875 ebenda) war ein italienischer Geistlicher, Bischof und Kardinal der Römischen Kirche.

## Leben
Er entstammte einer Patrizierfamilie und war das älteste der fünf Kinder von Pietro Nobili Vitelleschi (1785–1842), Marchese von Rigatti und dessen Ehefrau Maddalena Ricci Paracciani (1790–1842). Salvatore Nobili Vitelleschi war mütterlicherseits ein Urgroßneffe von Kardinal Urbano Paracciani Rutili, ferner war er durch seine Mutter verwandt mit den Kardinälen Niccola Paracciani Clarelli und Francesco Ricci Paracciani. Andere Kardinäle aus der Familie Nobili Vitelleschi waren Giovanni Vitelleschi, Roberto de’ Nobili und der Pseudokardinal Bartolomeo Vitelleschi. Ein weiteres Familienmitglied war Muzio Vitelleschi SJ, der von 1615 bis 1645 sechster General der Gesellschaft Jesu war. Dessen Schwester Virginia Vitelleschi heiratete um 1600 den Marchese Girolamo di Nobili. Der Bruder von Virginia und Muzio Vitelleschi, letzter männlicher Nachfahre der Vitelleschi, starb unverheiratet und kinderlos, und um den Namen Vitelleschi zu erhalten, nannten sich die Nachfahren von Virginia und Girolamo di Nobili ab etwa 1623 Nobili Vitelleschi.
Salvatore Nobili Vitelleschi besuchte das Collegio San Pietro in Vincoli in Rom und studierte anschließend am Archigymnasium von Rom, der heutigen Universität La Sapienza, wo er am 24. September 1841 ein Lizenziat in utroque iure erwarb. Bereits am 12. Dezember 1837 war er zum überzähligen Päpstlichen Geheimkämmerer ernannt worden und am 6. April 1839 wurde er Kanoniker an der Vatikanbasilika. Die Priesterweihe empfing er am 27. März 1841 durch Kardinal Giacomo Giustiniani, Bischof von Albano. Am 11. Oktober 1841 wurde er Päpstlicher Hausprälat und bekleidete in den folgenden Jahren eine Reihe weiterer kurialer Ämter. Vom 18. März bis zum 10. Dezember 1852 war er Auditor der Römischen Rota, daneben war er vom 21. Juni 1852 bis 1854 Kleriker der Apostolischen Kammer.
Am 19. Juni 1856 wurde Salvatore Nobili Vitelleschi zum Titularerzbischof von Seleucia Pieria erwählt. Die Bischofsweihe spendete ihm am 6. Juli 1856 in der Kapelle des Apostolischen Palastes auf dem Quirinal in Rom Papst Pius IX.; Mitkonsekratoren waren die Kurienbischöfe Alessandro Macioti und Giuseppe Palermo OSA, päpstlicher Sakristan. In derselben Zeremonie wurden die späteren Kardinäle Flavio III. Chigi und Alessandro Franchi zu Bischöfen geweiht.
Eine Ernennung zum Nuntius in Neapel lehnte Salvatore Nobili Vitelleschi ab. Am 8. Juni 1858 wurde er Sekretär der Kongregation für die kirchliche Immunität und am 18. Juni desselben Jahres Päpstlicher Thronassistent. Von 1861 bis 1864 war er Mitglied des Staatsrates. Am 21. Dezember 1863 wurde er mit dem persönlichen Titel eines Erzbischofs auf den bischöflichen Sitz von Osimo e Cingoli transferiert. Da jedoch die italienische Regierung ihre Zustimmung verweigerte, musste er die Diözese durch Generalvikare verwalten lassen. Am 24. August 1871 wurde er Sekretär der Kongregation für die Bischöfe und Regularen. Als Bischof von Osimo e Cingoli trat er am 20. November 1871 zurück und wurde am 24. November 1871 erneut auf den Titularsitz von Seleucia berufen.
Papst Pius IX. kreierte Salvatore Nobili Vitelleschi im Konsistorium vom 15. März 1875 zum Kardinal in pectore, dies wurde am 17. September 1875 mit der Bestellung zum Kardinalpriester veröffentlicht und am 23. September desselben Jahres verlieh Pius IX. ihm San Marcello als Titelkirche. Jedoch starb Salvatore Nobili Vitelleschi nach kurzer Krankheit, bevor er den roten Hut erhielt und seinen Titel in Besitz nehmen konnte. Beigesetzt wurde er auf dem römischen Friedhof Campo Verano.